# Байжанов, Ерлан Сапарович
Ерлан Сапарович Байжанов (род. 8 октября 1962, Алма-Ата) — казахстанский политический деятель, дипломат.

## Биография
В 1985 году окончил Московский государственный университет им. М. В. Ломоносова (журналист)
В 1988 году окончил аспирантуру Московского государственного университета им. М. В. Ломоносова.
Кандидат филологических наук.
1985 г. — После окончания университета работал редактором КазТАГ
С 1989 года по 1990 год — старший преподаватель Казахского государственного университета им. С. М. Кирова.
С 1990 года по 1991 год — парламентский обозреватель, заведующий отделом редакции газеты «Советы Казахстана».
С 1991 года по 1996 год — работал в сфере предпринимательства, директор ПКП «Береген».
Апрель 1996 года — первый секретарь пресс-службы Министерства иностранных дел Республики Казахстан, заведующий отделом информации и прессы Министерства иностранных дел Республики Казахстан.
Январь 1997 года — заведующий сектором Пресс-службы Президента Республики Казахстан; заместитель Руководителя Пресс-службы Президента Республики Казахстан.
Сентябрь 2000—2002 — заместитель руководителя Пресс-службы Президента Республики Казахстан.
2002 — март 2004 — заместитель руководителя Пресс-службы Администрации Президента Республики Казахстан.
Март 2004 года — советник, советник-посланник Посольства Республики Казахстан в Российской Федерации, постоянный и полномочный Представитель Республики Казахстан при Организации Договора о коллективной безопасности.
Август 2005 года — первый вице-министр культуры, информации и спорта Республики Казахстан.
Февраль 2006 года — заведующий Информационно-аналитическим центром Администрации Президента Республики Казахстан.
8 февраля 2007 — назначен Пресс-секретарем Президента Республики Казахстан и освобождён от должности заведующего Информационно-аналитическим центром Администрации Президента Республики Казахстан.
С 19 августа 2008 года — стал председателем правления госхолдинга «Арна — Медиа». Освобождён от должности Пресс-секретаря Президента Республики Казахстан, её занял Исабаев, Бейбит Оксикбаевич
Январь 2011 года — назначен Управляющим директором АО «Самрук-Казына». Курирует информационный блок Фонда.
Декабрь 2011 года — назначен Генеральным директором медиахолдинга «Нур Медиа».
Январь 2014 года — советник Председателя Президиума Национальной палаты предпринимателей Казахстана.
Июнь 2014 года — советник-посланник Посольства Республики Казахстан в Российской Федерации.
Май 2019 года — 25 августа 2023 года — Чрезвычайный и Полномочный Посол Республики Казахстан в Социалистической Республике Вьетнам.
С 25 августа 2023 года по 4 июня 2024 года — Чрезвычайный и Полномочный Посол Республики Казахстан в Республике Беларусь, Постоянный представитель при Уставных органах СНГ по совместительству.

## Семья
Женат, имеет троих сыновей.
Отец Байжанов, Сапар Байжанович (р. 1930) — писатель
Брат Байжанов, Улан Сапарович (р.1958) — заместитель министра государственных доходов Республики Казахстан, руководитель аппарата президента АО НК «КазМунайГаз»

## Награды
- Медаль «Қазақстан Республикасының тәуелсіздігіне 10 жыл» (2001 г.)
- Медаль «Ерен еңбегі үшін» (2007 г.)
- Медаль «Астананың 10 жылдығы» (2008 г.).